# La Chevelure (Maupassant)
Cet article concerne la nouvelle de Guy de Maupassant. Pour le film qui s'en inspire, voir La Chevelure. Pour le poème de Charles Baudelaire, voir La Chevelure (Baudelaire).
La Chevelure est une nouvelle de Guy de Maupassant, parue en 1884.

## Historique
Signée Maufrigneuse La Chevelure est initialement publiée dans le quotidien Gil Blas du 13 mai 1884.

## Résumé
Le narrateur visite un hôpital psychiatrique. Le médecin lui parle d’un fou en particulier qui a écrit un journal. Le narrateur du cahier raconte que jusqu’à ses 32 ans, il a vécu heureux sans passion réelle ni affolement de cœur.
Riche, il s’intéresse beaucoup aux antiquités et à leur vie passée. Il est amoureux des « femmes d’autrefois ». Le jeune homme s’enferme dans le passé car il a peur de l’avenir. Il est tenté par un meuble qui le trouble au point qu’il se sent obligé de le posséder et l’achète. Durant une semaine, il vit une réelle relation amoureuse avec le meuble, il parle même de « lune de miel ». En le manipulant, il trouve une chevelure de femme blonde. Il veut tout savoir de l’histoire de cette chevelure. Il la remet à sa place dans le meuble avant de sortir mais il est troublé. Il se sent comme amoureux. Il ne peut s’empêcher de manier et de toucher la chevelure, il la désire. Il passe ses journées à la couvrir de baisers et une nuit, la femme à qui appartenait la chevelure revient et chaque nuit, il couche avec elle. Il ne pouvait pas cacher son bonheur au point d’emmener la femme partout où il va, jusqu’à ce qu’on remarque sa folie et qu’on l’enferme dans un asile d’aliénés et qu’on lui retire la chevelure.
Le narrateur s’étonne de cette histoire et demande au médecin si la chevelure existe vraiment. Celui-ci la lui lance et quand le narrateur la touche il ressent un désir et une attirance malsaine ainsi qu'un profond dégoût. Le médecin conclut avec ces paroles : « L’esprit de l’homme est capable de tout. »

## Éditions
- 1884 - La Chevelure, dans Gil Blas
- 1886 - La Chevelure, dans Toine aux éditions Marpon-Flammarion, coll. Bibliothèque illustrée
- 1886 - La Chevelure, dans La Vie populaire, hebdomadaire du Petit Parisien.
- 1979 - La Chevelure, dans Maupassant, Contes et Nouvelles, tome II, texte établi et annoté par Louis Forestier, éditions Gallimard, Bibliothèque de la Pléiade.